# Стерпул, Яков Логвинович
Яков Логвинович Стерпул (20.05.1913, Одесская область — 25.01.1972) — автоматчик 289-го гвардейского стрелкового полка, гвардии рядовой — на момент представления к награждению орденом Славы 1-й степени.

## Биография
Родился 20 мая 1913 года в селе Фрунзовка, поселок Фрунзовского района Одесской области Украины. Украинец. Окончил 5 классов. Трудился в колхозе.
В Красной Армии и на фронте в Великую Отечественную войну с июля 1941 года. Боевой путь начал под Одессой артиллеристом-разведчиком, участвовал в обороне города. В октябре 1941 года был тяжело ранен. Когда пришел в сознание, в селе, где он был на излечении, уже хозяйничали немцы. Оставался на оккупированной территории до прихода Красной Армии.
В апреле 1944 года, после освобождения села, был вновь мобилизован в армию. Был зачислен автоматчиком в 289-й гвардейский стрелковый полк 97-й гвардейской стрелковой дивизии. С этой дивизией освобождал Одессу, Тирасполь, Кишинев, форсировал Вислу.
В ночь на 31 октября 1944 года у населенного пункта Яблоница гвардии рядовой Стерпул, действуя в составе разведывательной группы, получил задачу уничтожить вражеский пулемет, мешавший разведчикам при захвате «языка». Он бесшумно подобрался к вражеской огневой точке, короткой автоматной очередью сразил гитлеровца у пулемета, а затем, чтобы отвлечь внимание противника, бросил в траншею три гранаты. Тем временем группа разведчиков несколько правее ворвалась в расположение врага и захватила двух пленных.
Приказом командира 97-й гвардейской стрелковой дивизии от 7 ноября 1944 года гвардии рядовой Стерпул Яков Логвинович награждён орденом Славы 3-й степени.
В ночь на 24 ноября 1944 года в районе населенного пункта Котушув гвардии рядовой Стерпул, действуя в группе захвата, первым ворвался во вражескую траншею, забросал противников гранатами, с помощью подоспевших товарищей схватил пулеметчика и доставил его в штаб полка. В этом поиске он уничтожил пять вражеских солдат.
В период подготовки к Висло-Одерской операции для выяснения системы обороны противника командованию дивизии потребовался хорошо осведомленный «язык» — офицер. Двое суток разведчики изучали вражескую оборону, выбирали объект для поиска. 17 декабря с наступлением сумерек они поползли к переднему краю врага. Моросил холодный дождь. Стерпул заметил группу противников, которым отдавал приказание офицер. Противники разошлись по траншее. Стерпул тут же спрыгнул в траншею, сбил офицера с ног и зажал ему рот. На помощь подоспели товарищи. Вместе они скрутили офицера, вытащили из траншеи и отошли. За этот подвиг все разведчики были награждены орденами и медалями.
Приказом от 23 декабря 1944 года гвардии рядовой Стерпул Яков Логвинович награждён орденом Славы 2-й степени.
27 января 1945 года, находясь с бойцами в тылу противника в засаде у населенного пункта Розенхайн, Стерпул участвовал в разгроме вражеской колонны. Гвардейцы, пользуясь темнотой, внезапно атаковали противников, забросали их гранатами, в упор расстреливали из пулеметов и автоматов. Фашисты оставили на поле боя свыше пятидесяти трупов, две автомашины и трактор-тягач. Гвардии рядовой Стерпул в этом бою уничтожил десять противников.
23 апреля разведчики, и в их числе Стерпул, первыми в дивизии вышли на Эльбу в районе города Торгау.
Указом Президиума Верховного Совета СССР от 27 июня 1945 года за исключительное мужество, отвагу и бесстрашие, проявленные в боях с вражескими захватчиками на завершающем этапе Великой Отечественной войны, гвардии рядовой Стерпул Яков Логвинович награждён орденом Славы 1-й степени. Стал полным кавалером ордена Славы.
В 1945 году был демобилизован.
Жил в городе Кировск Ворошиловградской области Украины. Работал грузчиком на фабрике. Скончался 25 января 1972 года.
Награждён орденами Славы 3-х степеней, медалями, в том числе «За отвагу».